# Северо-Восточный комплексный научно-исследовательский институт
Северо-Восточный комплексный научно-исследовательский институт (СВКНИИ) ДВО РАН — институт Дальневосточного Отделения Академии Наук, созданный 4 марта 1960 г., по решению Президиума АН СССР в составе Сибирского отделения, для решения фундаментальных и региональных научных проблем в области геологии, геофизики, экономики, истории и археологии.

## Научные подразделения
- Сектор петрологии, изотопной геохронологии
- Сектор рудообразования
- Сектор палеографии кайнозоя
- Сектор палеомагнетизма
- Сектор стратиграфии и тектоники
- Лаборатория региональной геологии и геофизики
- Сектор археологии и истории
- Сектор экономики
- Лаборатория истории и экономики
- Имеется сектор комплексного развития науки на Чукотке [1]

## История
Северо-Восточный комплексный научно-исследовательский институт (СВКНИИ) — первый академический институт на Северо-Востоке. Создан 4 марта 1960 г., по решению Президиума АН СССР в составе Сибирского отделения, для решения фундаментальных и региональных научных проблем в области геологии, геофизики, экономики, истории и археологии.
Директором-организатором института, до 2008 года почётным директором является академик РАН Н. А. Шило — крупнейший исследователь проблем геологии Северо-Востока Азии.
Институтом в разные годы руководили:
- Шило, Николай Алексеевич — академик РАН, д.г.-м.н., профессор, 1960—1985 гг.
- Сидоров, Анатолий Алексеевич — член-корреспондент РАН, д.г.-м.н., профессор, 1985—1994 гг.
- Гончаров, Владислав Иванович — академик РАН, д.г.-м.н., профессор, 1994—2003 гг.
- Горячев, Николай Анатольевич — член-корреспондент РАН, д.г.-м.н., профессор, 2003—2017 гг.

С 2017 года институт возглавляет член-корреспондент РАН, доктор геолого-минералогических наук В. В. Акинин.
СВКНИИ является одной из крупнейших научных организаций на Дальнем Востоке России. Сочетание в одном коллективе высокопрофессиональных специалистов различного профиля: геологов, геофизиков, географов, археологов, экономистов, математиков, физиков, химиков, а также оснащенность лабораторий современными приборами и оборудованием, вычислительной техникой позволяют на высоком научном уровне решать самые разнообразные задачи.
Научные исследования института развиваются по следующим основным направлениям:
- геология и геофизика зон перехода континент-океан Северной Пацифики и Арктики;
- закономерности размещения, геология и генезис месторождений полезных ископаемых Тихоокеанского подвижного пояса;
- эволюция природной среды в кайнозое, современная геодинамика, геоэкология;
- история Северо-Востока России с древнейших времен до наших дней; экономические и социальные проблемы северных территорий.

Сотрудниками института накоплен уникальный опыт регионального изучения геологии Северо-Востока России, акватории Мирового океана, месторождений золота, серебра, платины, олова, стратиформных полиметаллических руд, проведения археологических работ и социально-экономических исследований на Крайнем Севере.
СВКНИИ поддерживает постоянные связи с учеными из многих городов России, а также из Европы, США, Канады, Австралии, Китая, Японии. В 1996—2005 гг. в институте выполнялись международные исследования по 6 долгосрочным международным проектам.
Результаты проводимых в институте исследований регулярно докладываются на всероссийских и международных научных форумах. Институт неоднократно выступал в качестве организатора региональных, российских и международных совещаний, симпозиумов, конгрессов; принимал участие в организации и проведении экскурсий по территории Северо-Востока России по программам XIV Конгресса Тихоокеанской научной ассоциации (1979 г), XXVI Международного геологического конгресса (1984 г), Международной конференции по арктическим окраинам (1992 г., 1994 г.), Международного симпозиума «Тектоника, геодинамика и металлогения Севера Пацифики» (2004 г.).
Указом от 29 мая 1981 г. Президиум Верховного СССР за заслуги в развитии науки и подготовки научных кадров наградил Северо-Восточный комплексный научно-исследовательский институт Дальневосточного научного центра Академии наук СССР орденом «Знак Почета». Большая группа сотрудников института также была удостоена орденов и медалей.
Учёные института В. Ф. Белый, Р. А. Ерёмин, Н. Е. Савва, А. А. Сидоров, К. В. Симаков, В. И. Гончаров за свои труды удостоены различных премий Академии наук СССР.
С момента организации СВКНИИ получил право самостоятельного издания научных трудов. К настоящему времени результаты исследований сотрудников института опубликованы более чем в 240 монографиях, в нескольких тысячах статей, сведены в сотни научных отчётов.
За время существования института 57 его сотрудников защитили докторские и более 200 — кандидатские диссертации.
Ученые института являются членами экспертного совета по инновационным проектам при губернаторе области.
В высших учебных заведениях города преподают 23 сотрудника института, ими постоянно ведется работа по привлечению наиболее способных студентов в процесс научных исследований.
С 2002 года институт регулярно проводит прием в аспирантуру. 
В соответствии с постановлением Президиума Российской академии наук от 15 мая 2012 г. № 102 Институту присвоено имя академика Николая Алексеевича Шило.
В соответствии с Федеральным законом от 27 сентября 2013 г. № 253-ФЗ «О Российской академии наук, реорганизации государственных академий наук и внесении изменений в отдельные законодательные акты Российской Федерации» и распоряжением Правительства Российской Федерации от 30 декабря 2013 г. № 2591-р Институт передан в ведение Федерального агентства научных организаций (ФАНО России).
Распоряжением Правительства Российской Федерации от 30.05.2018 № 1055-р организации, ранее находившиеся в ведении упраздняемого ФАНО России, отнесены к ведению Министерства науки и высшего образования Российской Федерации.
На 1 января 2022 года в СВКНИИ ДВО РАН работали 143 человек, из них 2 члена-корреспондента РАН, 6 докторов наук, 25 кандидата наук, всего научных сотрудников — 50 человек.

## Музей естественной истории
Музей естественной истории Северо-Восточного комплексного НИИ ДВО РАН является научно-вспомогательным подразделением института. В состав Музея входят:
Музей естественной истории,
Научный архив СВКНИИ ДВО РАН,
Шлифовальная мастерская.
Общая площадь постоянной экспозиции Музея — около 400 м², в основном экспозиционном фонде находится более 5000 образцов и артефактов. Это коллекции геолого-минералогического и археолого-этнографического отделов музея, представляющие собой уникальный научный материал, отражающий и сложную геологическую историю развития Северо-Востока, и историю человеческих культур этой территории.
В музее работает Мемориальный кабинет им. академика Н. А. Шило, первого директора СВКНИИ ДВО РАН. Залы музея размещены на первом и третьем этажах административного корпуса СВКНИИ.